# Pertya scandens
Pertya scandens (Thunb.) Sch.Bip. é um pequeno arbusto decíduo pertencente à família Asteraceae, com distribuição natural no leste da Ásia e no Japão. A espécie é tradicionalmente utilizada no Japão para a confecção de vassouras.

## Descrição
Pertya scandens é um pequeno arbusto decíduo, com ramos finos escandentes, pilosos e rijos. As folhas são ovaladas, largas, de um verde pálido, florescendo no outono. As flores ocorrem em capítulos pequenos e pouco conspícuos, de coloração esbranquiçada, com cerca de 10 floretes com pétalas com aproximadamente 1,5 cm de comprimento.
No Japão é tradicionalmente recolhida no Monte Kōya, amarrada em malhetas e utilizada na construção de vassouras, razão pela qual é conhecida pelo nome comum de "Kōyabōki" (高野箒, vassoura de Kōya). Encontra-se de Kantō a Kyūshū, em habitats florestais soalheiros de montanha.